# Ståle Sandbech
Ståle Sandbech (Bærum, 3 giugno 1993) è uno snowboarder norvegese.

## Biografia
Specialista di big air, halfpipe e slopestyle, ha esordito in Coppa del Mondo il 7 settembre 2008 a Cardrona, in Nuova Zelanda, giungendo 40º in halfpipe. Conquista il primo podio nel big air tenutosi a Londra nel 2010, mentre il primo successo lo ottiene a Copper Mountain in slopestyle tre anni dopo. Nel 2010 vince la medaglia d'oro ai Mondiali juniores di Snow Park 2010.
Ha partecipato a due edizioni dei Giochi olimpici: a Vancouver 2010 si è piazzato al 30º posto in halfpipe ed a Soči 2014 ha vinto la medaglia d'argento nello slopestyle.

## Palmarès

### Olimpiadi
- 1 medaglia:
  - 1 argento (slopestyle a Soči 2014)

### Mondiali
- 1 medaglia:
  - 1 oro (big air a Sierra Nevada 2017)

### Winter X Games
- 6 medaglie:
  - 2 argenti (slopestyle ad Aspen 2015 e ad Hafjell 2017)
  - 5 bronzi (big air ad Aspen 2013; big air e slopestyle ad Aspen 2014; slopestyle ad Hafjell 2020)

### Mondiali juniores
- 1 medaglia:
  - 1 oro (slopestyle a Otago 2010)

### Coppa del Mondo
- Miglior piazzamento in classifica generale di freestyle: 15° nel 2014
- Miglior piazzamento nella Coppa del Mondo di slopestyle: 4° nel 2014
- Miglior piazzamento nella Coppa del Mondo di big air: 10° nel 2011
- Miglior piazzamento nella Coppa del Mondo di halfpipe: 26° nel 2010
- 5 podi:
  - 1 vittoria
  - 4 secondi posti

#### Coppa del Mondo - vittorie
| Data             | Luogo           | Paese       | Disciplina |
| ---------------- | --------------- | ----------- | ---------- |
| 22 dicembre 2013 | Copper Mountain | Stati Uniti | SBS        |

Legenda:

SBS = Slopestyle